# Sektor 7 (banda)
Sektor 7 es una banda de Punk Rock formada en la ciudad de Quilmes, Buenos Aires, Argentina  en el año 2006, además de virar en el Punk acentúa notables influencias de Hardcore Punk e Indie Rock. Su formación actual está compuesta por Charlie A (voz principal, guitarra), Santiago Maurin (bajo, coros) y Matías Fernández (batería).

## Historia
Para entender la historia del grupo hay que trasladarse al año 2004, cuando en el colegio secundario se cruzan los caminos de Carlos Pereira (Charlie A) y Leonardo Araoz, ambos con 15 años de edad, pese a su insuficiente cultura para la ejecución de algún instrumento, se basan en la rutinaria costumbre de Charlie en escribir textos como para la posible formación de una banda.
Al año siguiente conocen a Santiago Maurin, quien sería un miembro fundamental y daría pie a un año abocado a la puesta a punto y primeras composiciones, a medida que esto iba sucediendo se manejarían dos nombres que antecedían al hoy conocido, uno era Arteria (Que sería utilizado para bautizar al sello discográfico independiente quien se encargaría de editarlos) y otro sería Fuera de Sektor, este último haciendo mención al título de una canción de Los Violadores, una de las primeras bandas punk de argentina.
Con el 2006 circulando, se dan sus primeras presentaciones, y a raíz de esto se edita un demo titulado "En el exilio", este con una grabación bastante pobre y totalmente carente de producción alguna. Si bien no dejarían de dar presentaciones, se daban muchas pausas, que de ahí en más se harían habitual, debido a adicciones y preocupaciones más ligadas a los excesos, cuando claro, el tiempo no se era ocupado en las dedicaciones opuestas de cada uno de los integrantes. Debido a todo esto, cuando el año 2007 daba sus días finales Leonardo Araoz decide dar un paso al costado. Es ahí cuando se sufre un párate que hizo temblar la continuidad, de todos modos los demás deciden seguir adelante, para esto se suma Nahuel Barboza, quien llegaría a dar un solo show en vivo, ya que se decide no contar más con él,  debido a sus continuas ausencia en ensayos.
Su lugar iba a ser ocupado por Fernando Di Cesare, amigo de Santiago, que previo a esto ya habían llevado adelante un proyecto con la banda PFS. Con Fernando en la batería, la segunda mitad del 2008 iba a ser lo más productivo hasta ese entonces, se pondrían a grabar su primer disco y entre decenas de presentaciones, se cruzarían compartiendo el escenario con dos bandas que en ese entonces silbaban influencias, una con Loquero, La otra con  Sin Ley.
El año 2009 arrancaría con la presentación, edición de su disco debut y la grabación del video de su primer corte que iba a quedar archivado por años, de ahí en más otra vez la continuidad de presentaciones escasean. 
Por otro lado a mediado de 2010, iban a compartir escenario con Eterna Inocencia Banda que para esos días empezaba a subrayar influencias sobre el grupo.
Comenzado el 2011 y con el fin de llevar adelante nuevas composiciones, el lugar de la batería sería ocupado ocasionalmente por Pablo, baterista de Eccema Rokets, proyecto paralelo de Santiago.
El 2012 iba a poner a Sektor 7 en la televisión, con CM el canal de la música rotando al fin el video de Ella está bien el primer corte de su LP editado y grabado casi tres años atrás. Por otro lado, con la decisión de dar un cierre de etapa de su disco debut, por primera vez deciden encarar un gira oficial bajo el nombre de “Bye Renaciendo Tour”.
Esta gira con un total de once presentaciones se ve detenida cuando se había cumplido solo con nueve de ellas, ya que para el 23 de diciembre de 2012, Charlie junto a dos amigos sufren un fatal accidente de tránsito que se lleva la vida de uno de los tres que iban a bordo y deja a Charlie bajo tres meses de inactividad. Es así entonces como se ven suspendidas abriendo solo el interrogante de ser cumplidas en algún momento
A fines del 2018, Es anunciada la vuelta después de más de 5 años sin novedades, este regreso fue realizada bajo la consigna de dar algunos shows en vivo. El regreso contó con la incorporación en batería de Matias Fernandez, que venía de experiencias en otras bandas de la escena.
En la actualidad Charlie A se presenta en una propuesta solista y acústica, Santiago lleva adelante su proyecto con la banda indie Los Parques, mientras que Matias hace lo propio con la banda Luna Macumba

## Miembros

### Actuales integrantes
- Carlos Pereira – voz principal, guitarra (2006–presente)
- Santiago Maurin – bajo, coros (2006–presente)
- Matías Milcervezas – batería (2018–presente)

### Antiguos integrantes
- Fernando Di Cesare batería (2008-2013)
- Leonardo Araoz – batería (2006–2008)
- Nahuel Barboza – batería (2008)

## Discografía

### Álbumes de estudio
- 2009:Renaciendo

### Sencillos
- 2012:"Ella está bien"

### Demos y EP
- 2006:En el exilio Demo
- 2008:Mambo de efedrina EP